# Archivio storico dell'Istituto Campana per l'Istruzione Permanente
L'Archivio storico dell'Istituto Campana per l'Istruzione Permanente è situato in una stanza del piano nobile dell'omonimo Palazzo, a Osimo. 

## Storia
Il patrimonio dell'archivio, costituito da documenti che abbracciano un arco temporale dal 1483 al 1967, è il risultato di una storia complessa, che riflette quella dell'istituto e dei personaggi illustri che con esso hanno avuto rapporti più o meno diretti.
Una cospicua sezione dell'archivio è costituita dal fondo della famiglia nobiliare Campana di Osimo, grazie alla cui eredità nel 1715 fu possibile procedere alla fondazione di un Collegio, immediatamente unito con il preesistente Seminario diocesano di Osimo. La parte più cospicua della documentazione riguarda infatti l'attività del Seminario e Collegio Campana di Osimo, e la storia dell'istituto successivamente alla scissione dal Seminario, a partire dal 1861. Proprio attraverso l'archivio è stato possibile ricostruire il lungo iter amministrativo che ha portato l'ente ad assumere la sua attuale denominazione.
Il fondo ha conosciuto una parziale ma irreparabile dispersione nella prima metà del Novecento, quando durante una reggenza temporanea del Collegio, una parte consistente dei documenti venne destinata al macero.

## Patrimonio

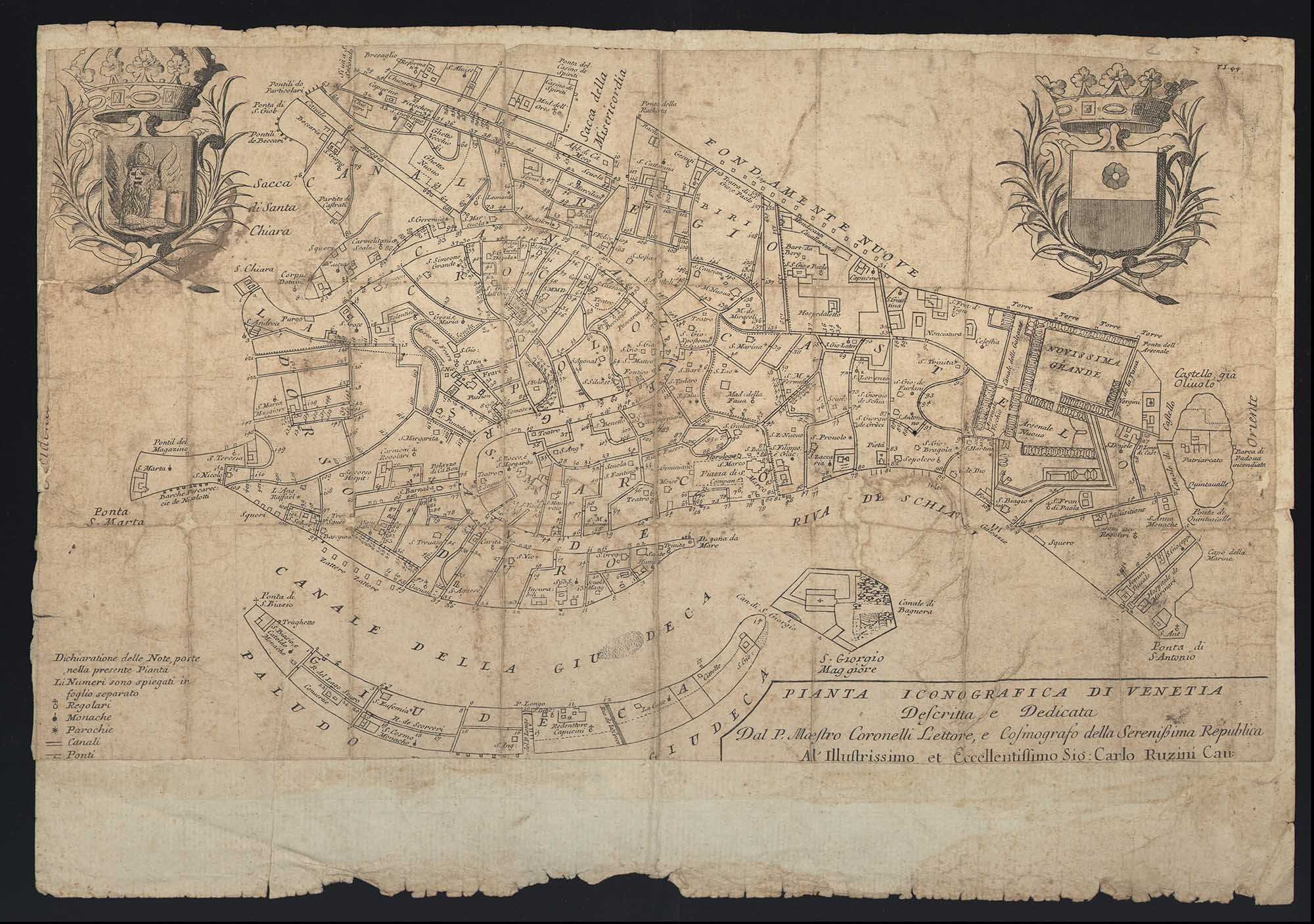
Pianta iconografica di Venezia, fondo Agostino Maria Molin (Unità archivistica b. 608, fasc. 2, 2r)

Un primo intervento di riordino, seppure parziale, ha interessato l'archivio nel 2006. Nel 2009 la Soprintendenza Archivistica delle Marche lo ha dichiarato di interesse storico particolarmente importante, e lo ha sottoposto alla disciplina del D. Lgs. 22 gennaio 2004, n. 42. A partire dal 2017, l'archivio è stato sottoposto a un secondo riordino.
Il secondo intervento ha previsto, oltre all'indicizzazione dell'intero patrimonio archivistico, alla digitalizzazione dei documenti più rilevanti e alla creazione del portale dedicato, la creazione di cinque fondi storici: 
- Fondo famiglia Campana (41 unità archivistiche): contiene documenti datati dalla seconda metà del XVI secolo alla seconda metà del XVIII secolo, relativi alla famiglia Campana di Osimo, a partire da Federico e Stefano, dalle lettere con istituzioni e autorità del tempo, ai diplomi, i privilegi e le patenti (soprattutto militari) concesse;
- Fondo eredità Campana (13 unità archivistiche): contiene tutta la documentazione giuridica, amministrativa, contabile e legale relativi all'organo temporaneo fondato dagli ufficiali maggiori della Compagnia della morte di Osimo, incaricata di amministrare l'eredità della famiglia Campana dopo la morte dell'ultimo rappresentante, Scipione, nel 1698;
- Fondo Cardinale Soglia Ceroni (42 unità archivistiche): raccoglie tutti gli atti, i carteggi, le bolle, i diplomi appartenuti a Giovanni Soglia Ceroni, arcivescovo di Osimo e Cingoli;
- Fondo Agostino Maria Molin (6 unità archivistiche): contiene tutta la documentazione appartenuta e prodotta da Agostino Maria Molin, docente del Collegio e Seminario Campana fino alla morte (1840); si tratta soprattutto di diplomi, lettere, componimenti poetici da lui composti o a lui dedicati, e altre carte di chiara provenienza lombardo-veneta da lui conservate;
- Fondo Seminario e Collegio Campana (1246 unità archivistiche): vi sono raccolti i documenti relativi alla vita del Seminario e Collegio Campana di Osimo dalla fondazione, all'inizio del XVIII secolo, poi quelli afferenti al Collegio e al Seminario dopo la separazione dei due istituti, fino alla fine del XX secolo (rientrano tra questi anche i documenti relativi all'archivio dell'Azienda Agraria Campana, e quello del Teatrino Campana).[5]